# Гагарин, Пётр Афанасьевич
Князь Пётр Афанасьевич Гагарин (1615/16 — 1670) — стряпчий, стольник и воевода во времена правления Михаила Фёдоровича и Алексея Михайловича.
Представитель княжеского рода Гагариных (Рюриковичи). Старший сын воеводы, князя Афанасия Фёдоровича Гагарина. Имел брата князя Михаила Афанасьевича, известного по родословным.

## Биография

### Служба Михаилу Фёдоровичу
В марте 1631 года начал свою службу в стольниках патриарха Филарета. По разбору патриарших стольников в 1633/34 годах получил чин стряпчего.
В 1636 году во время поездки царя Михаила Фёдоровича в Троице-Сергиеву лавру, стряпчий князь Пётр Гагарин вместе с боярином Фёдором Ивановичем Шереметевым был оставлен в Москве. Пожалован из стряпчих в государевы стольники 25 декабря 1636 года.
В боярских книгах 1636—1668 годов упоминается в чине стольника. В 1639 году князь Пётр Гагарин «дневал и ночевал» у гробов царевичей Ивана и Василия Михайловичей.

#### Служба Алексею Михайловичу
В челобитной Государю от 03 октября 1645 года князь Пётр Афанасьевич жаловался на разорении татарами своего поместья в Рязанском уезде и на то, что, не имея подмосковного имения, он постоянно живёт в Москве безвыездно третий год и все свои средства потратил. Поэтому он попросился в отпуск в деревню, чтобы собраться для продолжения службы.
В 1665—1667 годах находился на воеводстве в Нарыме, откуда напрямую направился и был в 1667-1670 годах — воеводой в Березове.
Скончался в 1670 году на воеводстве.

## Семья
От брака с неизвестной имел детей:
- Князь Гагарин Иван Петрович — воевода.
- Князь Гагарин Матвей Петрович (ум. 1721) — сибирский губернатор, казнён в 1721 году.